# William Mang

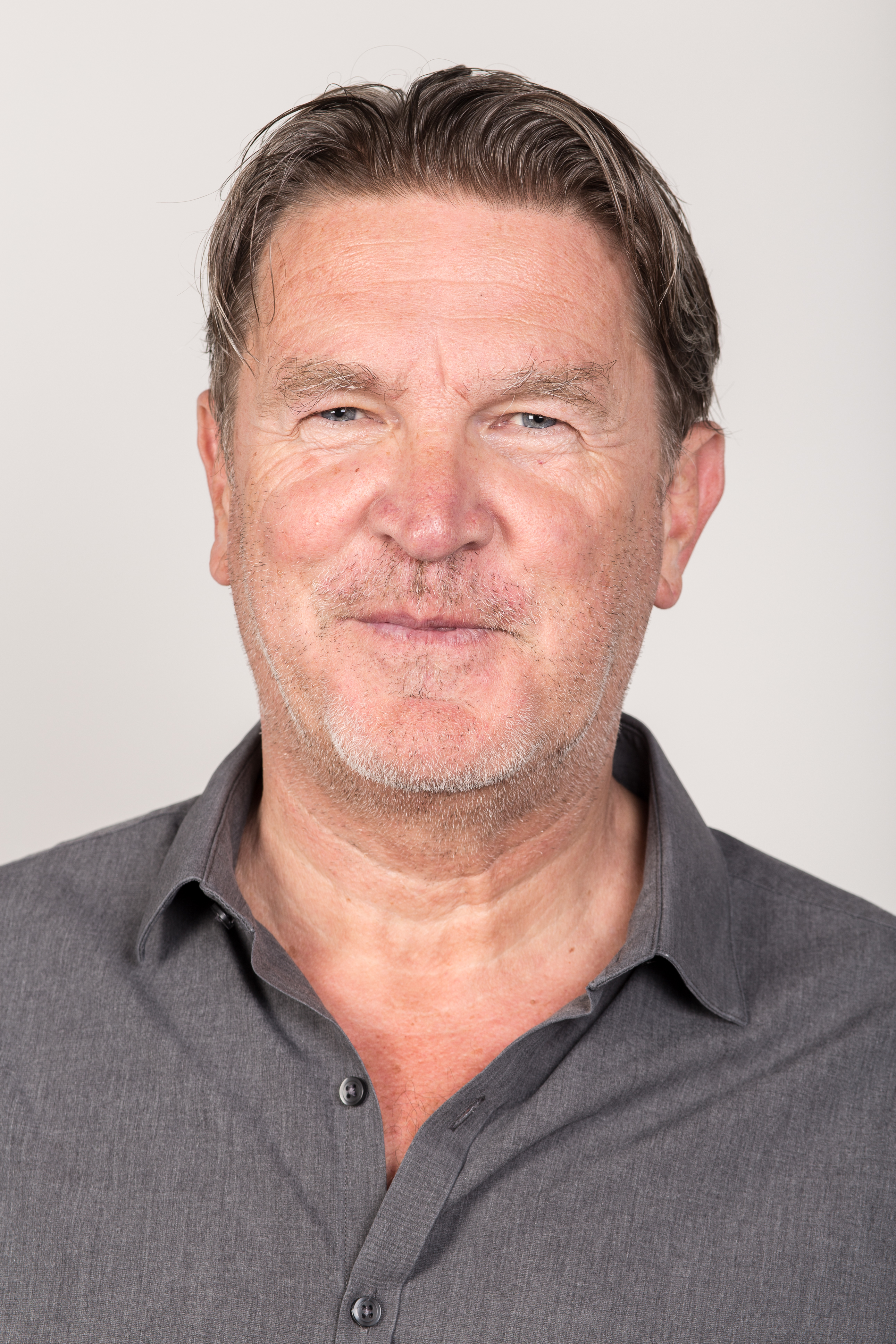
William Mang 2016

William Mang (Vienna, 17 maggio 1954) è un attore austriaco.

## Biografia
Ha lavorato spesso al teatro di Vienna.
Ha recitato nel film La pianista (regia di Michael Haneke) e nelle serie televisive Rex e Tempesta d'amore.
È conosciuto in Italia per il ruolo di Harald Becker nella soap opera La strada per la felicità. È stato doppiato da Lucio Saccone.